# Hopman Cup 2023

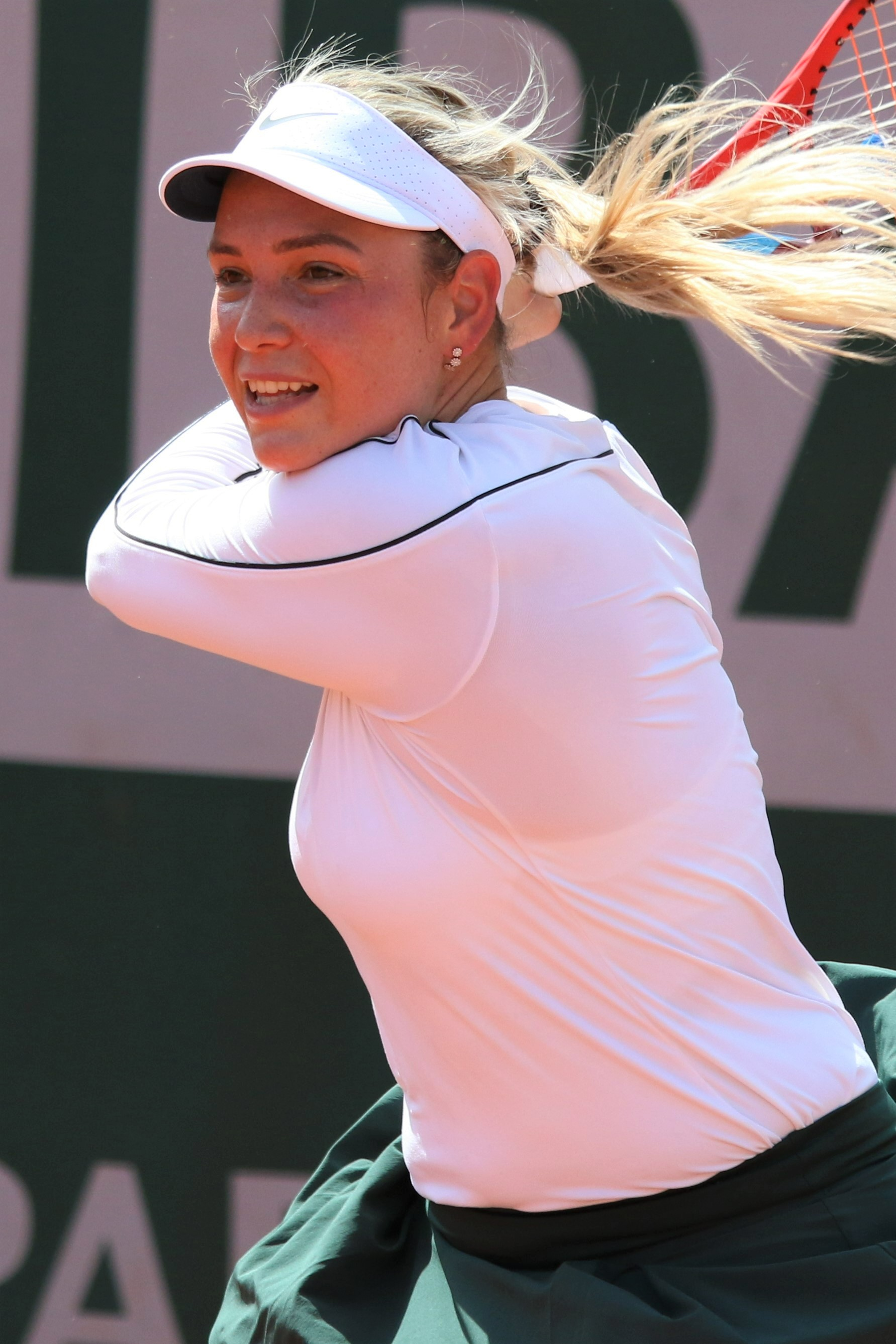
Winnares voor Kroatië: Donna Vekić

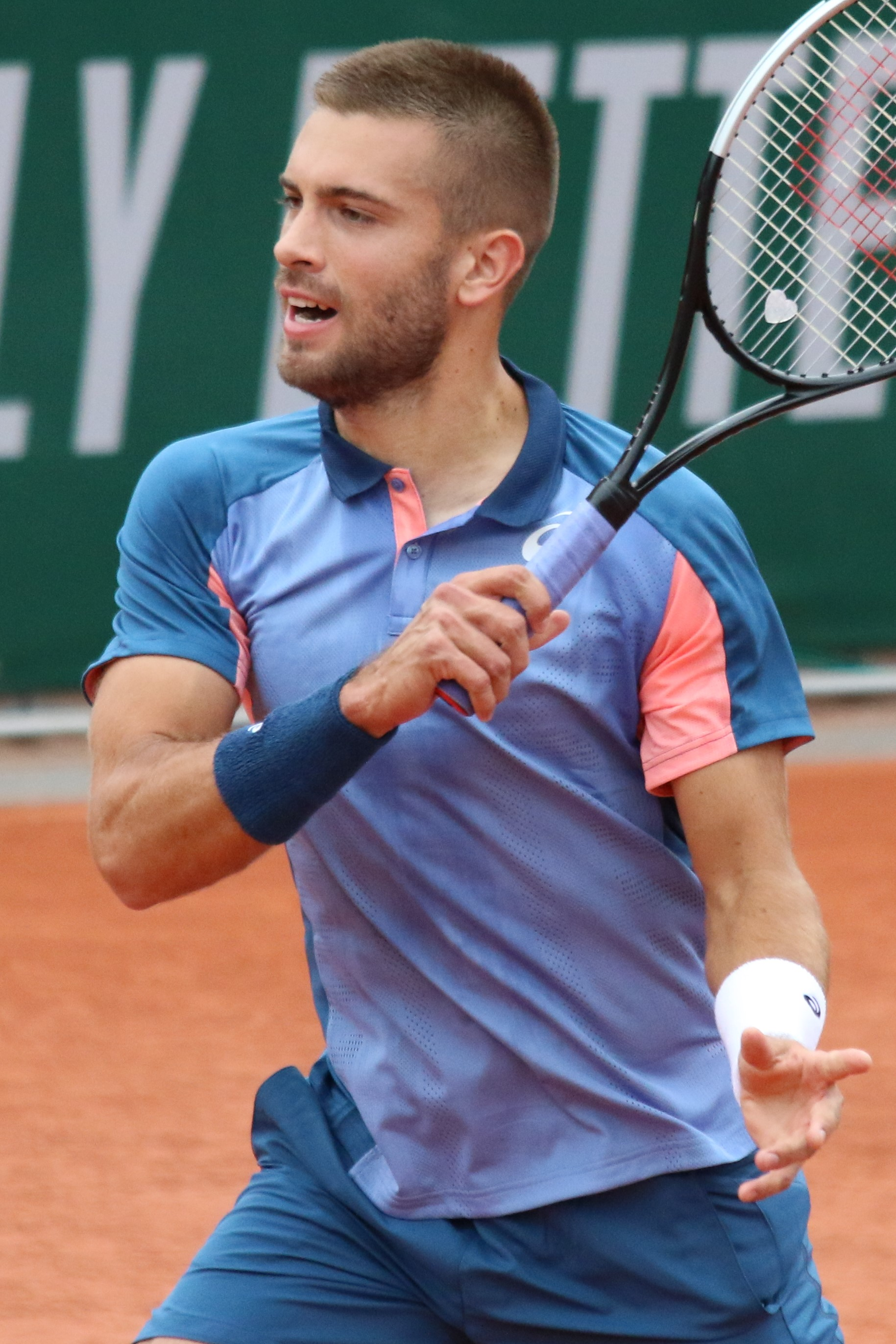
Winnaar voor Kroatië: Borna Ćorić

De Hopman Cup 2023 werd gehouden van woensdag 19 juli tot en met zondag 23 juli op de gravelbanen van de Nice Lawn Tennis Club in de Franse stad Nice. Het was de eerste editie in Frankrijk, nadat er 31 edities werden georganiseerd in Australië.

## Deelnemers naar ranglijstpositie
| nr. | land        | groep | team                             | WTA+ATP- rang1 | resultaat  |
| --- | ----------- | ----- | -------------------------------- | -------------- | ---------- |
| 1.  | Kroatië     | B     | Donna Vekić / Borna Ćorić        | 22+15=37       | winnaars   |
| 2.  | Spanje      | B     | Rebeka Masarova / Carlos Alcaraz | 72+1=73        | groepsfase |
| 3.  | Denemarken  | A     | Clara Tauson / Holger Rune       | 89+6=95        | groepsfase |
| 4.  | Frankrijk   | A     | Alizé Cornet / Richard Gasquet   | 68+49=117      | groepsfase |
| 5.  | België      | B     | Elise Mertens / David Goffin     | 30+111=141     | groepsfase |
| 6.  | Zwitserland | A     | Céline Naef / Leandro Riedi      | 157+160=317    | finale     |

1 Ranglijstpositie per 17 juli 2023.

## Spelregels
In dit toernooi bestaat een landenontmoeting uit drie partijen: in het vrouwenenkelspel, mannenenkelspel en gemengd dubbelspel. De partijen worden gespeeld om twee-uit-drie sets, de derde set werd vervangen door een Match-tiebreak.

## Groepsfase
Bron: 

### Groep 1

#### Klassement
| pos. | land        | w | v | wedstrijden | sets |
| ---- | ----------- | - | - | ----------- | ---- |
| 1.   | Zwitserland | 2 | 0 | 4–2         | 9–5  |
| 2.   | Frankrijk   | 1 | 1 | 3–3         | 7–7  |
| 3.   | Denemarken  | 0 | 2 | 2–4         | 4–8  |

#### Denemarken– Zwitserland
| Vlag van Denemarken | Denemarken 1 | Nice, Frankrijk woensdag 19 juli, 16:00 gravel | Nice, Frankrijk woensdag 19 juli, 16:00 gravel | Nice, Frankrijk woensdag 19 juli, 16:00 gravel | Zwitserland 2 | Vlag van Zwitserland |

|   |                                                        |                                                        | 1   | 2   | 3 |  |
| - | ------------------------------------------------------ | ------------------------------------------------------ | --- | --- | - |  |
| 1 | Clara Tauson Céline Naef                               | Clara Tauson Céline Naef                               | 6 2 | 6 3 |   |  |
| 2 | Holger Rune Leandro Riedi                              | Holger Rune Leandro Riedi                              | 4 6 | 3 6 |   |  |
| 3 | Clara Tauson / Holger Rune Céline Naef / Leandro Riedi | Clara Tauson / Holger Rune Céline Naef / Leandro Riedi | 3 6 | 5 7 |   |  |

#### Denemarken – Frankrijk
| Vlag van Denemarken | Denemarken 1 | Nice, Frankrijk donderdag 20 juli, 16:00 gravel | Nice, Frankrijk donderdag 20 juli, 16:00 gravel | Nice, Frankrijk donderdag 20 juli, 16:00 gravel | Frankrijk 2 | Vlag van Frankrijk |

|   |                                                           |                                                           | 1    | 2   | 3 |  |
| - | --------------------------------------------------------- | --------------------------------------------------------- | ---- | --- | - |  |
| 1 | Clara Tauson Alizé Cornet                                 | Clara Tauson Alizé Cornet                                 | 7 62 | 6 4 |   |  |
| 2 | Holger Rune Richard Gasquet                               | Holger Rune Richard Gasquet                               | 2 6  | 3 6 |   |  |
| 3 | Clara Tauson / Holger Rune Alizé Cornet / Richard Gasquet | Clara Tauson / Holger Rune Alizé Cornet / Richard Gasquet | 4 6  | 4 6 |   |  |

#### Zwitserland – Frankrijk
| Vlag van Zwitserland | Zwitserland 2 | Nice, Frankrijk vrijdag 21 juli, 15:00 gravel | Nice, Frankrijk vrijdag 21 juli, 15:00 gravel | Nice, Frankrijk vrijdag 21 juli, 15:00 gravel | Frankrijk 1 | Vlag van Frankrijk |

|   |                                                            |                                                            | 1   | 2   | 3        |  |
| - | ---------------------------------------------------------- | ---------------------------------------------------------- | --- | --- | -------- |  |
| 1 | Céline Naef Alizé Cornet                                   | Céline Naef Alizé Cornet                                   | 6 1 | 3 6 | [8] [10] |  |
| 2 | Leandro Riedi Richard Gasquet                              | Leandro Riedi Richard Gasquet                              | 3 6 | 6 3 | [10] [8] |  |
| 3 | Céline Naef / Leandro Riedi Alizé Cornet / Richard Gasquet | Céline Naef / Leandro Riedi Alizé Cornet / Richard Gasquet | 6 4 | 7 5 |          |  |

### Groep 2

#### Klassement
| pos. | land    | w | v | wedstrijden | sets |
| ---- | ------- | - | - | ----------- | ---- |
| 1.   | Kroatië | 2 | 0 | 4–2         | 9–7  |
| 2.   | België  | 1 | 1 | 3–3         | 9–7  |
| 3.   | Spanje  | 0 | 2 | 2–4         | 6–10 |

#### België – Kroatië
| Vlag van België | België 1 | Nice, Frankrijk donderdag 20 juli, 15:00 Gravel | Nice, Frankrijk donderdag 20 juli, 15:00 Gravel | Nice, Frankrijk donderdag 20 juli, 15:00 Gravel | Kroatië 2 | Vlag van Kroatië |

|   |                                                        |                                                        | 1     | 2   | 3        |  |
| - | ------------------------------------------------------ | ------------------------------------------------------ | ----- | --- | -------- |  |
| 1 | Elise Mertens Donna Vekić                              | Elise Mertens Donna Vekić                              | 6 2   | 6 2 |          |  |
| 2 | David Goffin Borna Ćorić                               | David Goffin Borna Ćorić                               | 3 6   | 6 2 | [4] [10] |  |
| 3 | Elise Mertens / David Goffin Donna Vekić / Borna Ćorić | Elise Mertens / David Goffin Donna Vekić / Borna Ćorić | 65 30 | 6 7 | [6] [10] |  |

#### België – Spanje
| Vlag van België | België 2 | Nice, Frankrijk vrijdag 21 juli, 15:00 Gravel | Nice, Frankrijk vrijdag 21 juli, 15:00 Gravel | Nice, Frankrijk vrijdag 21 juli, 15:00 Gravel | Spanje 1 | Vlag van Spanje |

|   |                                                               |                                                               | 1    | 2   | 3        |  |
| - | ------------------------------------------------------------- | ------------------------------------------------------------- | ---- | --- | -------- |  |
| 1 | Elise Mertens Rebeka Masarova                                 | Elise Mertens Rebeka Masarova                                 | 7 63 | 2 6 | [10] [5] |  |
| 2 | David Goffin Carlos Alcaraz                                   | David Goffin Carlos Alcaraz                                   | 6 4  | 4 6 | [8] [10] |  |
| 3 | Elise Mertens / David Goffin Rebeka Masarova / Carlos Alcaraz | Elise Mertens / David Goffin Rebeka Masarova / Carlos Alcaraz | 6 3  | 6 1 |          |  |

#### Kroatië – Spanje
| Vlag van Kroatië | Kroatië 2 | Nice, Frankrijk zaterdag 22 juli, 16:00 Gravel | Nice, Frankrijk zaterdag 22 juli, 16:00 Gravel | Nice, Frankrijk zaterdag 22 juli, 16:00 Gravel | Spanje 1 | Vlag van Spanje |

|   |                                                            |                                                            | 1   | 2   | 3         |  |
| - | ---------------------------------------------------------- | ---------------------------------------------------------- | --- | --- | --------- |  |
| 1 | Donna Vekić Rebeka Masarova                                | Donna Vekić Rebeka Masarova                                | 6 2 | 6 1 |           |  |
| 2 | Borna Ćorić Carlos Alcaraz                                 | Borna Ćorić Carlos Alcaraz                                 | 3 6 | 7 6 | [5] [10]  |  |
| 3 | Donna Vekić / Borna Ćorić Rebeka Masarova / Carlos Alcaraz | Donna Vekić / Borna Ćorić Rebeka Masarova / Carlos Alcaraz | 1 6 | 6 4 | [14] [12] |  |

## Finale

### Zwitserland– Kroatië
| Vlag van Zwitserland | Zwitserland 0 | Nice, Frankrijk zondag 23 juli 2023, 16:00 gravel | Nice, Frankrijk zondag 23 juli 2023, 16:00 gravel | Nice, Frankrijk zondag 23 juli 2023, 16:00 gravel | Kroatië 2 | Vlag van Kroatië |

|   |                                                       |                                                       | 1   | 2   | 3 |  |
| - | ----------------------------------------------------- | ----------------------------------------------------- | --- | --- | - |  |
| 1 | Céline Naef Donna Vekić                               | Céline Naef Donna Vekić                               | 3 6 | 4 6 |   |  |
| 2 | Leandro Riedi Borna Ćorić                             | Leandro Riedi Borna Ćorić                             | 1 6 | 4 6 |   |  |
| 3 | Céline Naef / Leandro Riedi Donna Vekić / Borna Ćorić | Céline Naef / Leandro Riedi Donna Vekić / Borna Ćorić |     |     |   |  |

1989 · 1990 · 1991 · 1992 · 1993 · 1994 · 1995 · 1996 · 1997 · 1998 · 1999 · 2000 · 2001 · 2002 · 2003 · 2004 · 2005 · 2006 · 2007 · 2008 · 2009 · 2010 · 2011 · 2012 · 2013 · 2014 · 2015 · 2016 · 2017 · 2018 · 2019 · 2020-2022 · 2023